# Corydalis zadoiensis
Corydalis zadoiensis là một loài thực vật có hoa trong họ Anh túc. Loài này được L.H.Zhou mô tả khoa học đầu tiên năm 1982.